# Aragonés cheso
El aragonés cheso o simplemente cheso es una variante dialectal del aragonés que se habla en el valle de Hecho (en la Jacetania, provincia de Huesca, Aragón, España). Destacan los lugares de Hecho y Aragüés del Puerto.

## Filiación
El cheso es una de las variedades más conservadas del bloque occidental del aragonés.

## Estructura

### Fonología
El cheso tienen en general los mismos rasgos fonológicos que el resto de variedades del aragonés occidental. Esto significa  que, por ejemplo, la pronunciación sin i epentética de la consonante fricativa postalveolar sorda ʃ cuando se encuentra entre vocales.
No obstante, cuenta con algunas particularidades. Así, la r final de los infinitivos se pronuncia incluso cuando es seguida de pronombres enclíticos; y la consonante africada postalveolar sorda ʧ se pierde en algunas palabras: itar (< jectare), hermano (< germanu), etc.

### Grafía
Los textos en cheso suelen aparecer en una grafía propia considerada, según algunas opiniones, más tradicional, romance o similar a la castellana, en la que se emplean las letras h y v, así como la c delante de e/i o la y al final de palabra. Se han escrito pocos textos en cheso según las normas gráficas de Huesca y también muy pocos según la grafía de la Academia del Aragonés, pese a haber dos representantes chesos.

### Morfosintaxis
Se usa el verbo ser como verbo auxiliar de los verbos intransitivos de movimiento, verbos reflexivos, naixer y morir.
Se conserva la concordancia entre el participio y el complemento directo si está en forma de pronombre personal lo, los, la, las o la partícula pronómino-adverbial en/ne.
- tres me'n he traídas (me he traído tres)
- la m'ha furtada (me la han robado)
- yo n'he pasadas muitas, de penas (yo he pasado muchas penas)

## Aspectos socioculturales

### Situación geográfica
El territorio del cheso es el valle de Hecho, siendo Hecho su centro principal. Se habla habitualmente en las localidades de Echo y Siresa, y con mayor grado de castellanización y menor vitalidad social en el resto de localidades del Valle como Embún o Xabierregay.

### Situación social
Es la variedad del aragonés occidental que más aguanta sus rasgos definitorios. Hoy es junto con el bajorribagorzano , el Aragonés chistabín o el benasqués es uno de los dialectos aragoneses con mayor vitalidad, siguiendo la transmisión generacional, aunque padece igualmente la disminución del número de personas que lo hable de forma habitual entre los jóvenes. Una estimación reciente da la cifra de 658 hablantes: 526 vecinos entre Hecho y Siresa y 132 nacidos en el valle que hablan cheso pero viven fuera.
Asimismo el cheso cuenta con producción musical contando con el Grupo Val d'Echo, cuyo repertorio está interpretado íntegramente en cheso. Desde el año 2014 se imparte como asignatura optativa en la escuela pública del Valle de Echo. En la revista local Bisas de lo Subordán, aparecen también habitualmente artículos en cheso, y todos los años tiene presencia pública en los programas de fiestas, en los carteles públicos y en las actividades que se realizan desde el Ayuntamiento.

## Literatura
El cheso ha sido uno de los dialectos del aragonés moderno con mayor cultivo literario. Entre los nombres más conocidos se encuentran Domingo Miral, Veremundo Méndez, Rosario Ustáriz y Emilio Gastón.
Uno de los textos más conocidos en habla chesa es la canción S'ha feito de nuey, escrita por Pepe Lera y publicada en la revista Fuellas de información del Consello d'a Fabla Aragonesa (FUELLAS, n.º 20, nov-enero 1980).

S'ha feito de nuey
(Grafía chesa)
S'ha feito de nuey.

Tu m'aguardas ya.

Lo peito me brinca'n 

tornarte a besar.

Lo nuestro querer

no se crebará

anque charren muito

y te fagan plorar.

Yo no'n quiero vier

güellos de cristal

mulláus por glarimas 

que culpa no han. 

Escuita, muller,

dixa de plorar.

Yo siempre he estau tuyo,

tu mía has d'estar. 

Dicen qu'un querer

ye de dos, no más,

y que ye más fácil 

ferlo caminar,

cuando l'uno caye,

l'otro a devantar.

 

Cuando l'uno caye,

l'otro a devantar;

s'ha feito de nuey,

tu m'aguardas ya,

lo peito me brinca,

te quiero besar!
Pepe Lera, Hecho, agosto de 1980

Este es otro ejemplo de poema en cheso, de la autora Victoria Nicolás, publicado en su libro 'Plebia grisa" editado por el Consello d'a Fabla Aragonesa en 1986:

Quereria estar pino dreito y alto,

que l'ausin m'abrazase y tremolar,

sentir la nieu entre las mias tallas,

a las abes que han frio cobexar.

Quereria estar rio d'estos mons,

brincar entre las penas y cantar,

acarinar los chuncos de las marguins,

la set de los secanos apagar.

Quereria estar zielo, y que la luna

me dase un beso cada nuei en bier-me,

chugar con las estrelas y luzers,

apoyar a lo sol cuando s'aduerme.

Dixo lo mio suenio columbrando

los berdes pins, los rios y lo zielo.

M'en ire sin sentir que en mi se paran

abes a lo acabar lo suyo buelo,

sin d'apagar la set de tierras xutas,

sin que me de la luna nunca un beso.
Victoria Nicolás